# بيتكي (تاتارستان)
بيتكي (بالروسية: Бетьки) هي مدينة في جمهورية تتارستان في روسيا.
يبلغ عدد سكانها حوالي 3729  نسمة.